# Ballet Nacional Chileno
El Ballet Nacional Chileno (BANCH), dependiente del Centro de Extensión Artística y Cultural de la Universidad de Chile, fue fundado en Santiago en 1945, convirtiéndose en la primera compañía profesional de danza contemporánea del país. A lo largo de su historia ha presentado más de 200 obras de coreógrafos nacionales y extranjeros.

## Historia
Sus comienzos surgen con la visita a Chile en 1940, huyendo de la Segunda Guerra Mundial, del Ballet de Kurt Jooss, gran innovador de la danza en Alemania, que llegó a este país sudamericano con un grupo de experimentados bailarines. Estando en América, la compañía se dividió y un grupo permaneció en Venezuela, noticia que llegó a oídos de los compositores Armando Carvajal y Domingo Santa Cruz, quienes espontáneamente hicieron las gestiones para que se contratara a tres de los integrantes de la compañía —Ernst Uthoff, su esposa Lola Botka y Rudolf Pescht— con el fin de crear en el marco del Instituto de Extensión Musical de la Universidad de Chile una escuela de danza. Fue así como esta nació el 7 de octubre del año siguiente con Uthoff en la triple labor de director, coreógrafo y profesor. Como colaboradores tuvo a los maestros Botka y Pescht, además de los mejores elementos chilenos. Más tarde se creó el cuerpo de ballet, se contrató a Andrée Haas como profesora de Rítmica y realizaron los primeros exitosos montajes como Coppélia, con música de Leo Delibes, que fue estrenado el 18 de mayo de 1945 en adaptación argumental y coreográfica de Uthoff. Este el debut de la compañía en forma independiente, ya que antes el colectivo había intervenido solo en cuadros de varias óperas.
La importante labor desarrollada en el país por Ernst Uthoff durante el casi cuarto de siglo que encabezó el BANCH fue reconocida a nivel nacional e internacional; distinguido con el Premio Nacional de Arte 1984, entre sus mayores éxitos figura el ballet-oratorio basado en la partitura de Carl Orff Carmina Burana, aplaudido en Chile y Estados Unidos.
Después de la salida de Uthoff hacia 1964 (las causas y la fecha exacta son confusas) lo sucede la frente del BANCH Charles Dickson, quien en 1967 asume la dirección del ballet del Municipal y es reemplazado por Denis Carey (posiblemente desde 1967 a 1968); le siguen la exalumna de la Escuela, Virginia Roncal entre 1968-1969, incluyendo en este último año al maestro invitado, Eugene Valukin, de nacionalidad rusa y primer bailarín del Teatro Bolshói, quien hace clases en la Escuela gracias a un programa de intercambio entre los ballets de Rusia y Chile, encargándose de montar nuevos ballet para el conjunto nacional y quien al parecer se hace cargo de la dirección del Ballet en 1970. Otro personaje importante en la consolidación de BANCH fue Patricio Bunster, bailarín que participó también en la dirección de la Escuela, primero como subdirector, cargo que asumió en 1954 y que, al parecer, mantuvo hasta los inicios de la década del 60 aproximadamente, época en que, además, dirigió algunos ballets para la compañía estable. Posteriormente asumió como jefe del Departamento de Danza, cargo que surgió luego de la Reforma Universitaria de 1967.
Después del golpe militar de septiembre de 1973 —que, encabezado por el general Augusto Pinochet derrocó al presidente socialista Salvador Allende— y del exilio de su director, asumió Nora Arriagada, que ocupaba el cargo de coordinadora del Ballet y que permaneció a la cabeza de este hasta mediados de los años 1980. Luego de ella, destacan Maritza Parada y Edgardo Hartley, cuya gestión fue clave, aportando novedades dentro de lo «pasivo» que se encontraba el movimiento cultural y, finalmente, el coreógrafo rumano nacionalizado francés Gigi Caciuleanu, quien permaneció 12 años a la cabeza del BANCH. A mediados de 2013 asumió la dirección artística Mathieu Guilhaumon.
Habitualmente el BANCH realiza giras nacionales por ciudades del norte y sur del país. Ha realizado giras a Argentina (Buenos Aires, Mendoza, Rosario y La Plata); Bolivia (La Paz, Cochabamba, Santa Cruz de la Sierra y Sucre); Brasil (Río de Janeiro y Sao Paulo); Perú (Lima); Costa Rica (San José); México (Guadalajara, Estado de Chiapas, San Luis de Potosí, Ciudad de México); Canadá; Estados Unidos (Nueva York y San José de California); Romania (Sibiu y Bucarest) y Uruguay (Montevideo, Rivera, Paysandú y Colonia).

## Premios

### Al Ballet Nacional Chileno
- Premio Academia otorgado por la Academia Chilena de Bellas Artes (2016).[4]
- Mención Especial Premio Bicentenario de Danza otorgado por el Círculo de Críticos de Arte de Chile (2010).[5]

### A montajes o a sus miembros en particular
Distinciones del Círculo de Críticos de Arte de Chile
- Premio a la obra Carmina Burana de Ernst Uthoff (2004).
- Premio en Danza Internacional al Director Artístico del BANCH Gigi Caciuleanu (2002).
- Distinción especial al coreógrafo Oscar Araiz por su obra El Mar, estrenada por el BANCH (2000).
- Premio al coreógrafo Jaime Pinto por su obra Cellísimo (1999).
- Premio a la bailarina Cecilia Reyes (1986).
- Premio a la coreografía de La Vida de Rosa de Rob Stuyf (1977).
- Premio a Patricio Bunster (1959).

Distinciones de la Asociación de Periodistas de Espectáculos (APES)
- Premio al Mejor Montaje en Ballet por la obra Noche Bach (2005), París-Santiago (2003), Cortometraje (2002), El Mesías (1999), Libertango (1998), Mozartíssimo (1997), Antárctica (1996), Cuatro Janis para Joplin (1994), Carmina Burana (1993), Anne Frank (1991), Ciudadela (1990) y Primavera (1989).
- Premio Mejor Figura a Cecilia Reyes (1990), Rosa Celis (1991), Mónica Valenzuela (1994), Alfredo Bravo (1997), Carola Alvear (2000), Jorge Carreño (2002), Paola Moret (2005), Alfredo Bravo (2006), Vivian Romo (2007) y Kana Nakao (2009).

Premio Altazor
- A Isabel Croxatto por Simulacro de Alta Costura (2012), Gigi Caciuleanu por las obras Gente (2002) y Cuerpos (2003), Kana Nakao (2012), Carolina Bravo (2007), Cristián Contreras (2007), Paola Moret (2004, 2005 y 2008), Jorge Carreño (2001 y 2004), Vivian Romo (2002) y Alfredo Bravo (2000 y 2005).